# Høgni Hoydal

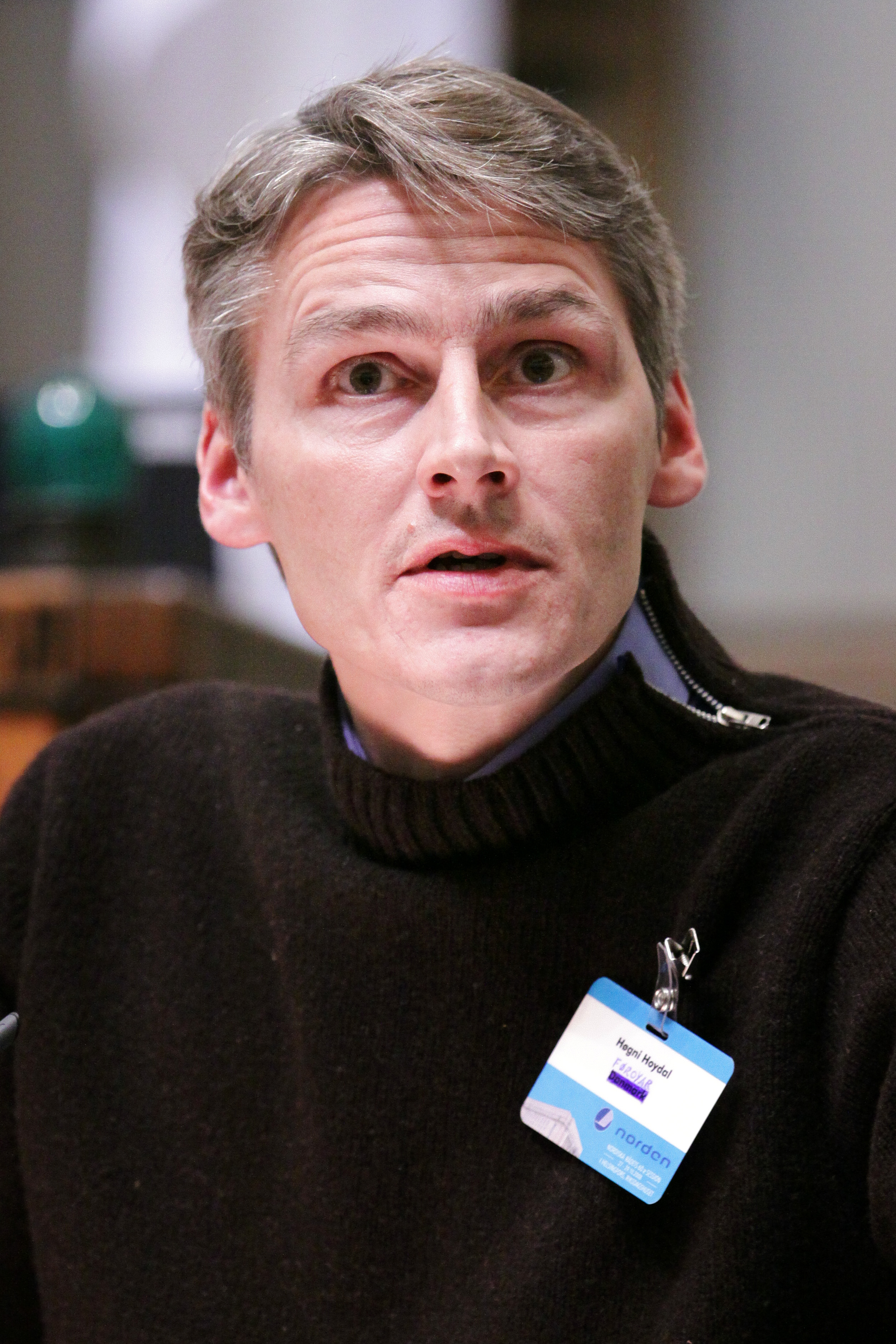
Høgni Hoydal

Høgni Karsten Hoydal, född 28 mars 1966 i Köpenhamn i Danmark är en färöisk politiker. Han är ordförande för Republikanska partiet (Tjóðveldi) sedan 1998, då han efterträdde Heini Heinesen. Han blev ledamot av danska Folketinget i 2001, där han blev återvald i 2005 och i 2007. 
Høgni Hoydal hör till de politiker som engagerat sig mest i Nordiska rådet. Som färöisk politiker ser han fördelen med att driva frågor först genom det nordiska samarbetet, för att sedan föra ut dem till Europa och världen. De frågor han bedömt som särskilt viktiga är att skapa en nordisk politik för hela havsområdet i norr och Arktis.